# Ditrogoptera
Ditrogoptera é um gênero de traça pertencente à família Arctiidae.